# Vivat Slovakia (videohra)
Vivat Slovakia je akční videohra a první slovenská hra s otevřeným světem vytvořená studiem Team Vivat. Hra vychází ze skutečných událostí divokých 90. let 20. století. Na Steamu vyšla hra v předběžném přístupu v dubnu 2024 a plná verze 17. dubna 2025.

## Hratelnost
Vivat Slovakia je akční adventura s otevřeným světem, což znamená, že se v ní hráč může volně pohybovat. Střílet může ve hře samopalem, brokovnicí, útočnou puškou, nebo odstřelovací puškou. Videohra obsahuje také různé vtipné hlášky.

### Vozidla
Ve hře se vyskytuje přes 70 různých vozidel, jde například o československá vozidla Smola Classic (Škoda 120), Smola Bohemia (Škoda Favorit) a Gerlach 160 Elegance (Tatra 603), dále lidová vozidla Bakelit GDR (Trabant 601), Carreau Voiture (Renault 5), Versailles Micraux (Peugeot 205), Versailles Marseille (Peugeot 406), Unserevehikel Passerati (Volkswagen Passat), vozy sportovní a vyšší třídy DBW 18 (BMW 5), DBW 20 (BMW 7), Prinz Sohn (Mercedes-Benz 190), Mataro Minete (Mazda MX-5) a Feige 636 (Porsche 911), terénní Earthroamer Desolate (Land Rover Defender) a dodávka Prinz Taken (Mercedes-Benz T1). Nehratelná je tramvaj Tatra T3 a letadlo Aero L-29 Delfín.

## Zasazení
Hra se odehrává ve fiktivní Bratislavě. Tento svět je zmenšený a jeho rozloha činí přibližně 10 km². V tomto světě se také nacházejí různé náznaky a napodobeniny skutečných budov a firem, například Kamzik či Prior s hotelem Kyjev. Všechny modely budov jsou vytvořeny vlastnoručně.

## Děj
Side - A je první polovina dostupného příběhu, původně přístupná v předběžném přístupu. Hra začíná v době ČSSR, kde se hráč učí střílet. Po úspěšném dokončení tohoto prologu se hráč přenese do roku 1995 po rozpadu Československa, kde hráč začíná jako tajný policista Milan Droška v přestrojení za taxikáře ve voze Smola Classic. Zde pomáhá ukrást tzv. „ovčiarské spisy“ známé z kauzy Tisova vila a nuceně vyhrožuje novináři, který se o spisy zajímá. Také pomáhá při převozu premiéra. Když si vypořádává účty s neplatícím zákazníkem jménem Ceco, seznamuje se s bossem bratislavského podsvětí Jaroslavem Belasým, který konkuruje albánské mafii. Pro něj krade zbraně a vybírá výpalné. Ceco dělá ve městě stále větší problémy, Milan ho následně zabíjí a vypořádává se s jeho sítí dealerů drog.
Side - B začíná odvozem zahlazovače stop a zapálením ubytovny s varnou. Hráč dále dělá odvoz vykradačům banky, kteří ho však zradí a s penězi utečou. S Jaroslavem Belasým poté vystřílením úkrytu kumpánů získáváte peníze zpět. Po schůzce se šéfem tajných služeb s Belasým v Novém mostě pomáháte s únosem syna prezidenta do Rakouska. Poté co se zbavíte svědka únosu, se schováváte ve vile komplice. Zde se projeví halucinace, způsobené účinky alkoholu a paranoiou. Zrádce z bankovní loupeže Buran unese s albánci Milanovu přítelkyni Lauru. Po přestřelce s mafiány Buran utíká a zemře, kam Lauru unesli však neví, před smrtí jen tipuje Srbsko nebo Prahu.

## Postavy

### Milan Drožka
Hráč se po spuštění hry ocitá v roli plešatého třicátníka, který pracuje pro STS (Slovenská tajná služba, fiktivní SIS), ale jako zástěrku využívá funkci taxikáře, která mu umožňuje přímý kontakt se zločinci (např. „Ceco“).

### Laura
Laura je investigativní novinářka, která ráda píše články o Bratislavě a jejích problémech. Hráč se s ní setkává hned v první misi příběhu (Ovce treba strihať). Postavě poskytla hlas Kristína Svarinská. Postupně však začíná tušit, že Milan není pouhým taxikářem, ale ten se z toho pořád vymlouvá.

### Ceco
„Ceco“ je přezdívka třicetiletého romského občana. S touto postavou se hráč poprvé setkává po odnesení tajných spisů z „Ovčiarskeho ústavu“. Poté, co nastoupí do auta, má nechutné až sexistické narážky a chová se k Milanovi hrubě. Po příjezdu na místo určení požádá Milana o 200 Sk, který mu je předá, a poté vystoupí. Milan se ihned hlásí dispečerovi, který prochází policejní záznamy. Postavě propůjčil hlas rapper Čavalenky.

## Vývoj
Počátek vývoje projektu oznámili v roce 2019 jako demoverze Vivat Sloboda. Hra byla vydaná v předběžném přístupu na platformě Steam dne 18. dubna 2024, plná hra vyšla o rok později. Dabingu se účastnili Marián Labuda ml., Kristína Svarinská, Ego, Lukáš Frlajs, Rudo Danihel a Milan Žitný.